# Ferdinand zu Solms-Hohensolms-Lich

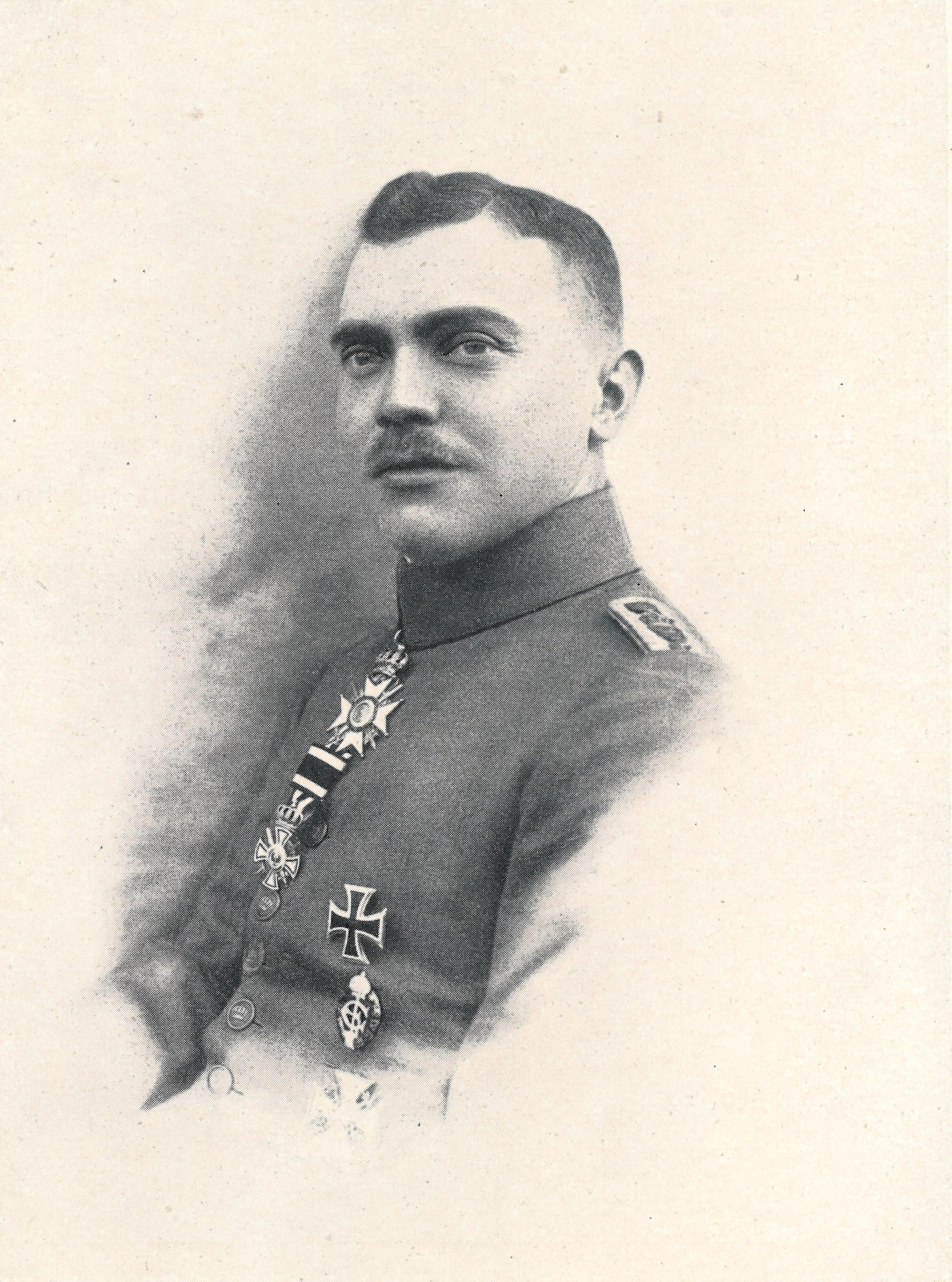
Ferdinand Prinz zu Solms-Hohensolms-Lich, um 1918

Ferdinand Prinz zu Solms-Hohensolms-Lich (* 25. Mai 1886 in Lübbenau; † 1. September 1918 bei St. Quentin, Nordfrankreich) war ein deutscher Aristokrat und Offizier im Ersten Weltkrieg.

## Leben und Wirken
Ferdinand war der älteste Sohn von Prinz Ludwig zu Solms-Hohensolms-Lich (1851–1913) und dessen Gemahlin Luise, Gräfin zu Lynar (1864–1943). Er war der Enkel des Prinzen Ferdinand zu Solms-Hohensolms-Lich (1806–1876) und Caroline, Gräfin von Collalto und San Salvatore (1818–1855). Als Angehöriger der mediatisierten Familie Solms-Hohensolms-Lich wurde er als „Hochwohlgeboren“ angeredet.
Ab 1914 war der damals 28-jährige Prinz Leutnant und Adjutant des Infanterie-Regiment „Großherzog von Sachsen“ (5. Thüringisches) Nr. 94, das in zahlreichen Gefechten an der Ost- und Westfront eingesetzt wurde.
Prinz Ferdinand brachte es bis zum Hauptmann und schließlich, mit 31 Jahren, zum Kommandeur des 1. Bataillons des Infanterie-Regiments „Großherzog von Sachsen“. Im Laufe der 128 Kampfhandlungen, an denen er beteiligt war, erlitt er 10-mal zum Teil schwere Verwundungen. Er fiel, als sein Regiment am 1. September 1918 von australischen Kampfverbänden aufgerieben wurde.
Prinz Ferdinand erhielt etliche besondere militärische Auszeichnungen, unter anderem das Eiserne Kreuz beider Klassen, und den Königlichen Hausorden von Hohenzollern mit Schwertern und wurde für den Orden pour le Mérite vorgeschlagen.

## Orden und Ehrenzeichen
- Verdienstorden Philipps des Großmütigen, Großkreuz (1910)
- Eisernes Kreuz II. Klasse (1914)
- Hessische Tapferkeitsmedaille (1914)
- Herzoglich Sachsen-Ernestinischer Hausorden, Komturkreuz II. Klasse mit Schwertern (1915)
- Wilhelm-Ernst-Kriegskreuz (1915)
- Eisernes Kreuz I. Klasse (1915)
- Krieger-Ehrenzeichen in Eisen (1917)
- Königlicher Hausorden von Hohenzollern, Ritterkreuz mit Schwertern (1917)